# Ушачско-Лепельская возвышенность
Ушачско-Лепельская возвышенность (бел. Ушацка-Лепельскае ўзвышша) — возвышенность в северной части Белоруссии, в центральной части Белорусского Поозерья.

## Географическое положение
Ушачско-Лепельская возвышенность занимает часть Глубокского, Лепельского, Миорского, Полоцкого и Ушачского районов Витебской области. На северо-западе, севере и востоке граничит с Полоцкой низменностью, на юго-востоке — с Чашникской равниной, на юге и западе — с Верхнеберезинской низменностью, на западе — со Свенцянской возвышенностью.
Площадь возвышенности составляет 3,4 тыс. км². Протяжённость с северо-запада на юго-восток — 115 км, с запада на восток — от 22 до 45 км. Максимальная высота над уровнем моря — 279 м.

## Морфология
Возвышенность приурочена к Вилейскому погребённому выступу Белорусской антеклизы. Осадочный чехол сложен из отложений протерозоя, кембрия, девона и антропогена. Наиболее распространены отложения живетского и эйфельского ярусов девонского периода (глины, пески, мергели, алевриты). Значительную роль в формировании возвышенности также сыграли четвертичные отложения всех ледниковых периодов и межледниковий, мощность которых составляет до 120 м. Моренные возвышенные и равнинные участки сложены красно-бурыми валунными суглинками времён Поозёрского оледенения. Понижения, участки вблизи озёр, камы и озы сложены песками и песчано-гравийными смесями.
В составе Ушачско-Лепельской возвышенности выделяются Кубличская и Пышногорская возвышенности на западе, а также Лукомская возвышенность на крайнем юго-востоке — наиболее возвышенный участок, характеризующийся высотами свыше 200 м над уровнем моря. Высота основной части территории над уровнем моря — 150—200 м. Рельеф бо́льшей части — плосковолнистый, с относительными перепадами высот 8—10 м. На границе с Полоцкой низиной, где рельеф наиболее изрезанный и контрастный, между котловинами озёр и болот возвышаются озы и камы относительной высотой 30-40 м.
На территории возвышенности присутствуют полезные ископаемые: легкоплавкие глины, песчано-гравийная смесь, сапропель.

## Гидрография
Через Ушачско-Лепельскую возвышенность протекают реки Ушача, Дива, Туровлянка, Нача, а также притоки реки Улла. Присутствует большое количество озёр, соединяющихся между собой протоками и небольшими реками. В их числе Лепельское озеро и Ушачская группа озёр. На территории Ушачского района организован гидрологический заказник Кривое.

## Почвы и флора
Распределение почв, естественной растительности и сельскохозяйственных угодий отличается фрагментарностью. Преобладающий тип почв — дерново-подзолистые слабо- и среднеоподзоленные, в низинах — торфянисто-илистые. До 30 % территории покрыто лесом. Лесные массивы в наибольшей степени сохранились на вершинах холмов, озовых грядах, крутых склонах озёрных котловин. Еловые и елово-широколиственные леса преимущественно заменены вторичными — берёзовыми, осиновыми, черноольховыми; присутствуют небольшие массивы сосновых лесов. Во многих низинах располагаются луга и болота. До 60 % территории возвышенности распахано.